# Robert Montgomerie
Robert Cecil Lindsay Montgomerie (ur. 15 lutego 1880 w South Kensington, zm. 28 kwietnia 1939 w Westminster) – brytyjski szermierz, dwukrotny medalista olimpijski.
Na igrzyskach olimpijskich w Londynie w 1908 roku razem z Edgarem Amphlettem, Leafem Daniellem, Cecilem Haigiem, Edgarem Seligmanem i Martinem Holtem był drugi w szpadzie drużynowej. W turnieju indywidualnym był czwarty. W rundzie finałowej uzyskał taki sam wynik co Francuzi: Alexandre Lippmann i Eugène Olivier; w barażach o miejsca 2-4 Montgomerie przegrał oba pojedynki i ostatecznie uplasował się za podium. Kolejny medal zdobył na igrzyskach olimpijskich w Sztokholmie w 1912 roku, gdzie Brytyjczycy w składzie: Edgar Seligman, Robert Montgomerie, Percival Davson, Arthur Everitt, Sydney Martineau i Martin Holt zajęli drugie miejsce w szpadzie drużynowej. W szpadzie indywidualnej odpadł w półfinałach, a we florecie indywidualnym był ósmy. Podczas igrzysk olimpijskich w Antwerpii w 1920 roku, był piąty we florecie drużynowym, a w turnieju indywidualnym odpadł w pierwszej rundzie. Startował także w szpadzie, zajmując siódme miejsce drużynowo, a indywidualnie nie awansując do drugiej rundy. Następnie wystąpił na igrzyskach olimpijskich w Paryżu w 1924 roku, gdzie startował w obu konkurencjach szpady i floretu, jednak w żadnej nie awansował do finału. Brał też udział w igrzyskach olimpijskich w Amsterdamie w 1928 roku, gdzie odpadł w pierwszej rundzie floretu indywidualnego i drużynowego.
Nie zdobył medalu mistrzostw świata. 
Był mistrzem kraju we florecie w latach 1905 i 1908-10 oraz w szpadzie w latach 1905, 1907, 1909, 1912 i 1914. Z zawodu był barristerem.